# CARVE WITH THE SENSE
「Carve With The Sense」（カーヴ ウィズ ザ センス）は、日本のロックバンドACIDMANの17枚目のシングル。2009年2月25日発売。

## 収録曲
1. CARVE WITH THE SENSE
メンバー全員でフレーズのチャントを行うのは「ドライドアウト」以来。
本作のギターはそれまでメインで使用されていたRickenbacker 360ではなく、GibsonのFlyng Vが使用されている。
2. FREAK OUT (SECOND LINE)
『equal』収録曲のアレンジ。
前作収録の「O (オー) ‐second line‐」と同様に原曲をボサノヴァ風にアレンジしており、同型のギターを使用、また打楽器「カホン」が大活躍している。
さらに最後の「FREAK OUT RIGHT!」連呼がなくなっている。

## 楽曲の収録アルバム
- A beautiful greed (#1)
- ACIDMAN THE BEST (#1)